# Greg Bell (Politiker)

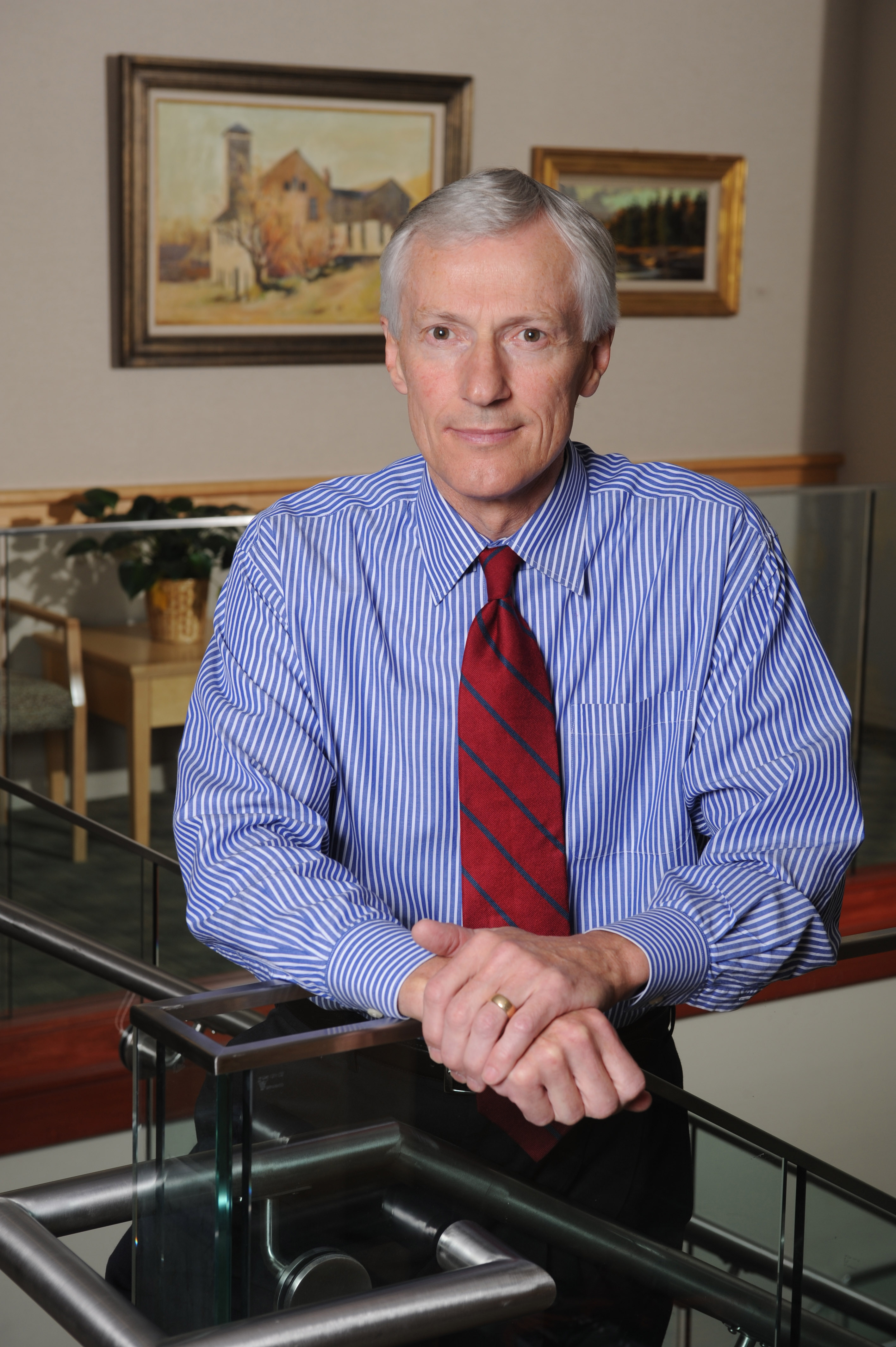
Greg Bell (2008)

Gregory S. „Greg“ Bell (* 16. Oktober 1948 in Ogden, Utah) ist ein US-amerikanischer Politiker. Zwischen 2009 und 2013 war er Vizegouverneur des Bundesstaates Utah.

## Werdegang
Greg Bell besuchte bis 1972 die Weber State University in Ogden. Nach einem anschließenden Jurastudium an der University of Utah wurde er 1975 als Rechtsanwalt zugelassen. Zwischen 1977 und 1981 war er Vizepräsident der Firma United Savings. Seither arbeitet er als Anwalt in verschiedenen Kanzleien. Seit 1997 ist er auch in der Immobilienbranche tätig.
Politisch schloss er sich der Republikanischen Partei an. Im Jahr 1990 wurde er Stadtrat und 1994 Bürgermeister von Farmington. Dieses Amt bekleidete er bis 2002. Zwischen 2003 und 2009 saß er im Senat von Utah. Nach der Ernennung von Gouverneur Jon Huntsman zum US-Botschafter in der Volksrepublik China rückte dessen Vizegouverneur Gary R. Herbert im Jahr 2009 in das höchste Staatsamt von Utah auf. Dieser ernannte Greg Bell zu seinem Nachfolger als Vizegouverneur. Im Jahr 2012 wurde dieser dann offiziell in diese Position gewählt, die er zwischen 2009 und seinem Rücktritt im Jahr 2013 ausübte. Außerdem übte er faktisch das in den meisten anderen Bundesstaaten existierende Amt des Secretary of State aus, das es in Utah nicht gibt und dessen Funktionen dem Vizegouverneur obliegen. Am 16. September 2013 trat er aus privaten Gründen zurück. Daraufhin wurde Spencer Cox zu seinem Nachfolger ernannt.
Am 28. Oktober 2013 wurde bekannt, dass Greg Bell zum neuen Präsidenten und Vorstandsvorsitzenden der Utah Hospital Association ernannt wurde.